# Ali Riahi
Pour les articles homonymes, voir Riahi.
Ali Riahi (arabe : علي الرياحي), de son nom complet Ali Fethi Ben Mohamed Ben Brahim Riahi, né le 30 mars 1912 à Tunis et mort le 27 mars 1970 à Tunis, est un chanteur et compositeur tunisien. Il est le petit-fils de Sidi Brahim Riahi dont la zaouïa se trouve dans une rue de la médina de Tunis.
Artiste raffiné et exigeant, il jouissait d'une popularité s'étendant par-delà les frontières de son pays, notamment au Maghreb ou à Paris, et laisse l'image d'un artiste romantique à la « voix de vermeille ».

## Jeunesse
Fils d'une famille bourgeoise de La Marsa, Ali Riahi a très tôt le goût de la chanson qu'il pratique dans l'intimité de sa chambre en imitant Oum Kalthoum, Mohammed Abdel Wahab ou Sayed Darwich. Il fait alors la connaissance d'Abdelaziz Jemaïel, maître luthier, qui vit à deux pas de sa maison et c'est dans le plus grand secret qu'il se rend chez lui à la sortie des classes pour s'initier aux maqâms et au chant. Sous le pseudonyme de Fethi Riahi, il commence sa carrière en se produisant dans d'anonymes formations musicales avant d'affronter son premier gala : Jemaïel contacte en effet Mustapha Sfar, président de La Rachidia et lui demande d'intervenir auprès du directeur du Palais des sociétés françaises (situé sur l'avenue de Paris).
Il finit par obtenir cet accord sans Sfar et prend contact avec le musicien Mohamed Triki qui réunit son orchestre composé notamment d'Hédi Jouini, Ali Sriti, Youssef Slama et Ibrahim Salah. Le 10 décembre 1936, l'hebdomadaire Achabah du poète Mahmoud Bayrem Ettounsi annonce son premier concert prévu le 17 décembre. Après le concert, Ettounsi publie un article où il affirme que la soirée est « une réussite inattendue ». Riahi préférant se séparer de l'orchestre de Triki, Hédi Jouini lui aurait dit qu'il n'était pas fait pour être artiste.
Il se trouve alors dans l'obligation de retourner à la boutique de Jemaïel pour suivre des cours de musique tunisienne. Ayant appris le malouf, il est finalement admis comme chanteur à Radio Tunis en 1938, à l'invitation d'Othman Kaak. Chaque mercredi vers 21h00, il interprète sur les ondes de la radio des chansons de sa composition.

## Consécration
En 1945, Riahi part en tournée à travers l'Algérie. Il se produit notamment sur la scène de l'Opéra d'Alger qui l'accueillera de nouveau un an plus tard pour deux galas. En juillet 1946, il enregistre ses premiers disques pour le compte de Pathé Marconi. L'orchestre qui l'accompagne en Algérie est dirigé par le violoniste Kaddour Srarfi et comprend notamment Mustapha El Kamel. Grâce à ces enregistrements, ses chansons connaissent un grand succès dans les pays du Maghreb. Par la suite, il compose sept chansons pour Mohamed Jamoussi qui les chante dans le film Ounchoudet Myriam tourné au Maroc.
Au début de 1949, il effectue une grande tournée en Algérie où il donne vingt galas. En juin de la même année, il revient en Tunisie et chante au casino du Belvédère avec Salah El Mahdi en chef d'orchestre. En avril 1950, il effectue une nouvelle tournée de 24 galas en Algérie alors que, en novembre, la BBC diffuse un programme consacré à sa carrière. Durant cette période, il compose quelques opérettes et apparaît même dans des rôles secondaires au cinéma. Le 18 mars 1953, Riahi part en Égypte. Au Caire, il se produit en compagnie d'un orchestre égyptien à l'Institut de musique orientale et enregistre ses chansons à la radio cairote. En mars 1966, accompagné de la troupe de la radio-télévision tunisienne, il donne plusieurs galas en France. Il y retourne quelques mois plus tard pour enregistrer sept disques pour Pathé Marconi. En juillet 1966, il est invité à déjeuner par Youssef Slama à Créteil et, accompagné au qanûn, il reprend ses plus beaux refrains enregistrés et conservés à ce jour. Lamine Bey le nomme commandeur du Nichan Iftikhar en 1954 alors que le président Habib Bourguiba le décorera quelques années plus tard des insignes d'officier de l'Ordre de la République tunisienne.
En janvier 1970, il séjourne à la clinique Saint-Augustin afin d'éliminer un taux élevé de cholestérol. Malgré le traitement, il succombe le 27 mars à une crise cardiaque sur la scène du Théâtre municipal de Tunis, ce qu'il avait d'ailleurs souhaité lors d'une interview à la radio quelques jours auparavant.

## Héritage
Ali Riahi s'appliqua tout au long de sa carrière à véhiculer le souffle d'une musique tunisienne imprégnée de modernité. Par le look extravagant de ses costumes de scène, il offrait selon Hamadi Abassi « l'image d'un dandy anticonformiste mais sincère et authentique ». Ce chanteur citadin composa plusieurs chansons d'inspiration bédouine, révélant son attachement aux valeurs sublimées d'une société rurale et à la liberté. Il laisse finalement plus de 150 chansons de styles différents — chanson traditionnelle tunisienne et orientale, synthèse des deux styles, style occidentalisé, etc. —  qui constituent une étape caractérisant la création tunisienne au cours de la première moitié du XXe siècle.
L'opérette Ô rossignol de l'amour de l'art et de la vie a été produite en sa mémoire.
Une statue en cire de l'artiste, commandée en Chine pour un montant de 30 000 dinars, est retenue le 25 mai 2017 par les services douaniers tunisiens.